# Csaba Kőrösi
Csaba Kőrösi (Szeged, 1958) es un diplomático húngaro que actualmente se desempeñó como presidente de la 77.ª Asamblea General de las Naciones Unidas. Anteriormente fue Director de Sostenibilidad Medioambiental en la Oficina del Presidente de Hungría.

## Biografía
Nacido en Szeged, Hungría, en 1958, Kőrösi estudió en el Instituto de Relaciones Internacionales de Moscú (Rusia), el Instituto de Relaciones Internacionales de la Universidad de Leeds (Reino Unido), el Instituto Truman de Estudios de Oriente Medio de la Universidad Hebrea de Jerusalén (Israel), y Harvard Kennedy School en la Universidad de Harvard (Estados Unidos de América).
Kőrösi se unió al Ministerio de Relaciones Exteriores en 1983 y sirvió en varios países, incluidos Grecia, Israel y Libia. También fue Representante Permanente de Hungría ante las Naciones Unidas y se desempeñó como vicepresidente de la Asamblea General de 2011 a 2012. Fue Subsecretario de Estado responsable de política de seguridad, diplomacia multilateral y derechos humanos antes de ser nombrado Director de Sostenibilidad Medioambiental en la Oficina del Presidente de Hungría.